# 国際交流基金賞
国際交流基金賞（こくさいこうりゅうききんしょう）は、1973年以来毎年、学術、芸術、その他の文化活動を通じて、海外における日本理解もしくは日本人の対外理解を深め、国際相互理解・国際友好親善の促進において顕著な貢献のあった個人または団体に対し国際交流基金（ジャパンファンデーション）より授与される賞。
1973年創設。国際交流基金の事業の柱である「文化芸術交流」「日本語」「日本研究・知的交流」の3部門に対して贈呈される。2008年度より国際交流基金賞と国際交流奨励賞は統合され、現在の3部門の賞を授与する形となった。

## 受賞者一覧

### 1970年代

#### 1973年
国際交流基金賞
- セルジュ・エリセーエフ（ハーバード大学教授、ハーバード・イェンチン研究所所長/日本研究）[米国]
- 国際文化会館
- 上智大学
- ジャパン・ソサエティー [米国]

#### 1974年
国際交流基金賞
- J・ウィリアム・フルブライト（元米国上院議員、フルブライト教育計画推進者）[米国]
- バーナード・H・リーチ（陶芸家）[英国]

国際交流奨励賞
- 日本国際交流センター
- ジャパニーズ・カルチュラル・ソサエティー・シンガポール[シンガポール]

#### 1975年
国際交流基金賞
- 吉川幸次郎（京都大学名誉教授、東方学会理事長）
- エドウィン・O・ライシャワー（ハーバード大学教授、元駐日大使/日本研究）[米国]

国際交流奨励賞
- アジア学生文化会館
- 日仏会館
- 欧州日本研究協会[欧州]

#### 1976年
国際交流基金賞
- ジョン・W・ホール（イェール大学教授、同大学アジア言語・文学科学科長/日本近代史）[米国]
- ロバート・E・ウォード（ドイツ語版）（スタンフォード大学教教授、同大学国際問題研究センター所長/政治学）[米国]
- 東洋文庫

国際交流奨励賞
- ドイツ東アジア文化協会[在東京]
- 福岡ユネスコ協会

#### 1977年
国際交流基金賞
- ロナルド・P・ドーア（サセックス大学教授、同大学開発理論研究所特別研究員）[英国]
- 石橋長英（日本国際医学協会理事長/医学/小児科・血清化学）
- 東京大学法学部付属明治新聞雑誌文庫

国際交流奨励賞
- 国際教育情報センター
- 株式会社サイマル・インターナショナル

#### 1978年
国際交流基金賞
- 高木八尺（日本学士院会員、東京大学名誉教授/米国政治学）
- フランク・J・ダニエルズ（ロンドン大学名誉教授/日本語教授法）[英国]
- ジェイムズ・L・スチュアート（アジア財団日本駐在代表）[米国]

国際交流奨励賞
- 言語文化研究所附属東京日本学校
- 講道館

#### 1979年
国際交流基金賞
- 松本重治（国際文化会館理事長）
- チャールズ・B・ファーズ（教育家、アジア研究者）[米国]
- ロベール・ギラン（ジャーナリスト）[フランス]

国際交流奨励賞
- 栗原健（日本外交文書編纂/近代日本外交・政治史）
- オーストラリア国立大学豪日経済関係研究委員会[オーストラリア]

### 1980年代

#### 1980年
国際交流基金賞
- 岩村忍（京都大学名誉教授/東洋学）
- ジョージ・C・アレン（英語版）（ロンドン大学名誉教授/日本研究）[英国]
- ヒュー・ボートン（コロンビア大学アジア研究所上級研究員/日本研究）[米国]

国際交流奨励賞
- アフリカ協会
- 日本語教育学会

#### 1981年
国際交流基金賞
- ウンク・アブドゥル・アジズ（マラヤ大学副学長/経済学）[マレーシア]
- G・リチャード・ストーリー（オックスフォード大学名誉教授/日本研究）[英国]
- 東方学会

国際交流奨励賞
- 出版文化国際交流会
- 日本棋院

#### 1982年
国際交流基金賞
- 天野芳太郎（ペルー天野博物館名誉館長）[ペルー]
- 黒澤明（映画監督）
- マリウス・B・ジャンセン（プリンストン大学教授/日本研究）[米国]

国際交流奨励賞
- アメリカ・カナダ11大学連合日本研究センター[在東京]
- ジ・アジアティック・ソサエティー・オブ・ジャパン[在東京]

#### 1983年
国際交流基金賞
- 鈴木慎一（才能研究会会長）
- ドナルド・キーン（コロンビア大学教授/日本研究）[米国]
- ルネ・シフェール（英語版）（国立東洋言語文化研究所所長/日本研究）[フランス]

国際交流奨励賞
- 国際学友会
- ユネスコ・アジア文化センター

#### 1984年
- 前田陽一（国際文化会館専務理事）
- ジョン・G・クロフォード（英語版）（前オーストラリア国立大学学長/経済学）[オーストラリア]
- エドワード・G・サイデンステッカー（コロンビア大学教授/日本文学・日本文化）[米国]

国際交流奨励賞
- 川喜多記念映画文化財団
- AFS国際文化交流財団[米国]

#### 1985年
国際交流基金賞
- エレノア・H・ジョーデン（コーネル大学教授/言語学、日本語教育）[米国]
- ベルナール・フランク（フランス語版）（コレージュ・ド・フランス教授/日本文学、宗教思想）[フランス]

国際交流奨励賞
- 国際教育振興会
- 日本中国文化交流協会

#### 1986年
国際交流基金賞
- フォスコ・マライーニ（イタリア日本研究学会会長/文化人類学）[イタリア]
- ジャパン・ソサエティー・北カルフォルニア[米国]

国際交流奨励賞
- 飯田昭太郎（ブリティッシュ・コロンビア大学準教授/印度学、仏教学）
- 日蘭学会

#### 1987年
国際交流基金賞
- ジェームズ・W・モーレイ（コロンビア大学東アジア研究所所長/国際関係、日本外交史）[米国]
- 中根千枝（東京大学名誉教授、(財)民族学振興会理事/社会人類学）

国際交流奨励賞
- ローケッシュ・チャンドラ（インド文化国際アカデミー理事長/仏教学）[インド]
- ヨーゼフ・クライナー（ボン大学教授/日本民族学）[オーストリア]

#### 1988年
国際交流基金賞
- 夏衍（中国文学芸術界連合会副主席、中国電影家協会主席/小説、劇作）[中国]
- 小澤征爾（指揮者、ボストン交響楽団音楽監督）

国際交流奨励賞
- ジャン＝ジャック・オリガス（国立東洋言語文化研究所教授/日本語、日本文学）[フランス]
- トロント日系文化会館[カナダ]

#### 1989年
国際交流基金賞
- アレクサンダー・スラヴィク（ウィーン大学名誉教授/民族学、アジア研究）[オーストリア]
- デービッド・マッケクラン（ニューヨク・ジャパン・ソサエティ顧問）[米国]

国際交流奨励賞
- 細野昭雄（筑波大学教授、経済学/ラテンアメリカ研究）
- 外国人留学生問題研究会

### 1990年代

#### 1990年
- 梅棹忠夫（国立民族学博物館館長/民族学）
- ヴィエスワフ・ローマン・コタンスキ（ポーランド語版）（ワルシャワ大学名誉教授/日本研究）[ポーランド]

国際交流奨励賞
- 東京大学出版会
- インドネシア文化交流財団[インドネシア]

#### 1991年
国際交流基金賞
- 韓炳三（韓国国立中央博物館館長/考古学、美術研究）[韓国]
- イアン・ニッシュ（ロンドン大学名誉教授/日英関係史）[英国]

国際交流奨励賞
- アルゼンティン日本協会[アルゼンティン]
- 財団法人日本シルバーボランティアズ

#### 1992年
国際交流基金賞
- スタン・タクディル・アリシャバナ（英語版）（ナショナル大学学長/日本研究）[インドネシア]
- フリッツ・フォス（オランダ語版）（ライデン大学名誉教授/日本研究）[オランダ]

交際交流奨励賞
- 黒沼ユリ子（ヴァイオリニスト、アカデミア・ユリコ・クロヌマ校長）[メキシコ在住]
- ピーター・コーニツキ（英語版）（ケンブリッジ大学助教授/日本研究）[英国]
- 林望（東横学園女子短期大学助教授/古典文学）
- 国際日本語普及協会

#### 1993年
国際交流基金賞
- ヨゼフ・ピタウ（グレゴリアナ大学学長）[イタリア]
- 武満徹（作曲家）

国際交流奨励賞
- タチヤーナ・リヴォヴナ・ソコロヴァ＝デリューシナ（翻訳家）[ロシア]
- 岩波ホール

#### 1994年
国際交流基金賞
- ハインリッヒ・プファイファー（ドイツ語版）（アレキサンダー・フォン・フンボルト財団事務総長）[ドイツ]
- 河竹登志夫（早稲田大学名誉教授/比較演劇学）

国際交流奨励賞
- パイシット・ピパッタナクン（ナショナル・アッセンブリー事務局長）[タイ]
- 講談社インターナショナル

#### 1995年
国際交流基金賞
- 千宗室（茶道裏千家家元）
- ドナルド・リチー（作家、映像史家）[米国]

国際交流奨励賞
- ハジ・アブドール・ラザク・ビン・アブドール・ハミド（マラ工科大学予備教育センター、ルックイースト政策プログラム主任）[マレーシア]
- 国宝修理装潢師連盟

#### 1996年
国際交流基金賞
- 李御寧（梨花女子大学碩学教授）[韓国]
- エズラ・ボーゲル（ハーバード大学フェアバンク東アジア研究センター所長）[米国]

国際交流奨励賞
- 五嶋みどり（バイオリニスト、みどり教育財団理事長）
- コロンビア大学ドナルド・キーン日本文化センター[米国]

#### 1997年
国際交流基金賞
- 孫平化（中国日本友好協会会長）[中国]
- ロジャー・ゲッパー（ドイツ語版）（ケルン大学教授）[ドイツ]

国際交流奨励賞
- カイ・ニエミネン（日本文学翻訳家、日本文化研究者、作家）[フィンランド]
- クラクフ日本美術技術センター[ポーランド]

#### 1998年
国際交流基金賞
- ロバート・A・スキャラピーノ（カリフォルニア大学バークレー校名誉教授）[米国]
- 團伊玖磨（作曲家・日本芸術院会員）

国際交流奨励賞
- トマ・エルドス（パリ市立劇場他 芸術顧問）[フランス]
- 釜山韓日文化交流協会[韓国]
- サントリー文化財団

#### 1999年
国際交流基金賞
- フランク・B・ギブニー（ポモナ大学環太平洋研究所所長）[米国]
- ヴォルフガング・サヴァリッシュ（指揮者、フィラデルフィア管弦楽団音楽監督、NHK交響楽団桂冠名誉指揮者）[ドイツ]

国際交流奨励賞
- アフメット・メテ・トゥンジョク（トルコ語版）（中東工科大学教授）[トルコ]
- 山本正（日本国際交流センター理事長）
- 全米日系人博物館[米国]

### 2000年代

#### 2000年
国際交流基金賞
- 池明観（翰林大学校日本学研究所所長）[韓国]
- 石井米雄（神田外語大学学長）

国際交流奨励賞
- ウィリー・F・ヴァンドゥワラ（ルーヴァン・カトリック大学文学部東方・スラヴ学科長）[ベルギー]
- ハイファ博物館ティコティン日本美術館[イスラエル]
- 大同生命国際文化基金

#### 2001年
国際交流基金賞
- ウィリアム・ジェラルド・ビーズリー（英語版）（ロンドン大学極東歴史学名誉教授）[英国]
- 平山郁夫（画家）

国際交流奨励賞
- コスタ・バラバノフ（マケドニア語版）（マケドニア・日本友好協力協会会長、在スコピエ日本国名誉総領事）[マケドニア]
- 三浦尚之（ミュージック・フロム・ジャパン理事長、芸術監督）
- ベルリン・フェスティバル公社[ドイツ]

#### 2002年
国際交流基金賞
- 大岡信（詩人）
- ジェラルド・L・カーティス（コロンビア大学教授）[米国]

国際交流奨励賞
- タイ国元日本留学生協会（OJSAT）[タイ]
- 東洋学研究所日本韓国学科[ポーランド]
- 東京YWCA「留学生の母親」運動

#### 2003年
国際交流基金賞
- ヨーゼフ・クライナー（ボン大学日本研究所所長）[オーストリア]
- 石澤良昭（上智大学外国語学部教授）

国際交流奨励賞
- 加藤幹雄（(財)国際文化会館常務理事）
- 極東国立総合大学付属東洋学大学[ロシア]
- 土日基金[トルコ]

#### 2004年
国際交流基金賞
- 穐吉敏子（ジャズ・ピアニスト、作曲家）

国際交流奨励賞
- ジェームズ・クワント（シネマテーク・オンタリオ シニア・プログラマー）[カナダ]
- 李徳奉（同徳女子大学外国語学部教授）[韓国]
- 高良倉吉（琉球大学法文学部教授）

#### 2005年
国際交流基金賞
- 宮崎駿（アニメーション映画作家）

国際交流奨励賞
- フィリピン教育演劇協会[フィリピン]
- 中国日語教学研究会[中国]
- タバッスム・カシミーリー（前大阪外国語大学ウルドゥー語外国人教師）[パキスタン]

#### 2006年
国際交流基金賞
- ジョー&悦子・プライス（財団心遠館代表）[米国]

国際交流奨励賞
- 山形国際ドキュメンタリー映画祭実行委員会
- サンクトペテルブルク国立大学アジア・アフリカ学部[ロシア]
- 金容徳（ソウル大学校国際大学院院長）[韓国]

#### 2007年
国際交流基金賞
- ロイヤル・タイラー（元オーストラリア国立大学教授）[オーストラリア]

国際交流奨励賞
- 北川フラム（アートディレクター、アートフロント主宰）
- リービ英雄（小説家、法政大学教授）[米国]
- アイシュ・セルチュク・エセンベル（ボスポラス大学教授）[トルコ]

〈2008年より国際交流基金賞と国際交流奨励賞が統合〉

#### 2008年
国際交流基金賞
- 文化芸術交流部門　マルコ・ミュラー（ヴェネチア国際映画祭ディレクター）[イタリア]
- 日本語部門　アンジェラ・ホンドゥル（ヒペリオン大学教授）[ルーマニア]
- 日本研究・知的交流部門　ケネス・B・パイル（ワシントン大学教授）[米国]

#### 2009年
国際交流基金賞
- 文化芸術交流部門　ボリス・アクーニン（本名グリゴリー・チハルチシヴィリ）（作家）[ロシア]
- 日本語部門　全米日本語教師連合（AATJ）[米国]
- 日本研究・知的交流部門　アーサー・ストックウィン（英語版）（オックスフォード大学日産日本問題研究所前所長）[英国]

### 2010年代

#### 2010年
国際交流基金賞
- 文化芸術交流部門　佐藤忠男（映画評論家）
- 日本語部門　サヴィトリ・ヴィシュワナタン（デリー大学前教授）[インド]
- 日本研究・知的交流部門　ベン＝アミー・シロニー（ヘブライ大学名誉教授）[イスラエル]

#### 2011年
国際交流基金賞
- 文化芸術交流部門　タンブッコ（英語版）（パーカッションアンサンブル）[メキシコ]
- 日本語部門　カイロ大学文学部日本語日本文学科[エジプト]
- 日本研究・知的交流部門　オギュスタン・ベルク（フランス国立社会科学高等研究院退任教授）[フランス]

#### 2012年
国際交流基金賞
- フランス国立東洋言語文化大学 日本語 / 日本文化学部・大学院[フランス]
- 村上春樹(作家 / 翻訳家)
- アイリーン・ヒラノ・イノウエ（米日カウンシル プレジデント）[アメリカ]

#### 2013年
国際交流基金賞
- 入江昭（ハーバード大学名誉教授） [日本]
- 山海塾 [日本]
- 泰日経済技術振興協会 [タイ]

#### 2014年
国際交流基金賞
- 柳家さん喬（落語家） [日本]
- ピーター・ドライスデール（英語版）（オーストラリア国立大学名誉教授） [オーストラリア]
- モスクワ国立大学付属アジア・アフリカ諸国大学日本語学科 [ロシア]

#### 2015年
国際交流基金賞
- 王勇（浙江工商大学東亜研究院院長/教授）[中国]
- 冨田勲(作曲家) [日本]
- シビウ国際演劇祭 [ルーマニア]

#### 2016年
国際交流基金賞
- 蔡國強（現代美術家）[中国]
- スーザン・J・ファー(ハーバード大学教授/同大学ウェザーヘッド国際問題研究所日米関係プログラム所長) [米国]
- ブラジル日本語センター(CBLJ) [ブラジル]

#### 2017年
国際交流基金賞
- アレクサンドラ・モンロー（英語版）（ソロモン・R・グッゲンハイム美術館アジア美術上級キュレーター/グローバル美術上級アドバイザー）[米国]
- フレデリック・L・ショット（英語版）(作家、翻訳家、通訳者) [米国]
- アンドレイ・べケシュ(リュブリャナ大学名誉教授（日本研究）) [スロベニア]

#### 2018年
国際交流基金賞
- 多和田葉子（小説家、詩人）[日本]
- 細川俊夫(作曲家) [日本]
- サラマンカ大学スペイン日本文化センター [スペイン]

#### 2019年
国際交流基金賞
- 谷川俊太郎（詩人）[日本]
- インドネシア元日本留学生協会（プルサダ） [インドネシア]
- エヴァ・パワシュ＝ルトコフスカ(ワルシャワ大学教授 日本研究) [ポーランド]

### 2020年代

#### 2020年
国際交流基金賞
- 選考中止[1]

#### 2021年
国際交流基金賞
- 是枝裕和（映画監督）[日本]
- 宮田まゆみ（笙奏者）[日本]
- ハノイ国家大学外国語大学（英語版）日本言語文化学部 / ハノイ貿易大学（英語版）日本語学部 / ハノイ大学日本語学部 [ベトナム]
- イルメラ・日地谷＝キルシュネライト（ベルリン自由大学教授）[ドイツ]

#### 2022年
国際交流基金賞
- ロベール・ルパージュ（英語版）（俳優、脚本家、舞台・映画監督）[カナダ]
- 社団法人韓日協会[韓国]
- グナワン・モハマド（英語版）（詩人、作家、画家）[インドネシア]

#### 2023年
国際交流基金賞
- 宮城聰（演出家／SPAC-静岡県舞台芸術センター芸術総監督・静岡県コンベンションアーツセンター館長）[日本]
- 小川洋子（小説家）[日本]
- ペルー日系人協会[ペルー]